# Gravitációs idődilatáció
A gravitációs idődilatáció az időeltolódás egy fajtája, amely jelenség a különböző, egymáshoz képest gyorsuló vonatkoztatási rendszerekben történő megfigyelések során lép fel. Két esemény között eltelt idő tényleges különbsége, amelyet a gravitációs tömegtől különböző távolságban lévő megfigyelők mérnek. Minél alacsonyabb a gravitációs potenciál (minél közelebb van az óra a gravitáció forrásához), annál lassabban telik az idő, és ellenkezőleg gyorsabban, ahogy a gravitációs potenciál növekszik (az óra eltávolodik a gravitációs forrástól). Albert Einstein eredetileg relativitáselméletében jósolta ezt a hatást, és ezt azóta az általános relativitáselméleti tesztek is megerősítették.
Ez bebizonyította, hogy az eltérő magasságban lévő atomórák (és így a különböző gravitációs potenciálon) végül különböző időket mutatnak. Az ilyen földhöz kötött kísérletek során kimutatott hatások rendkívül kismértékűek, a különbségeket nanoszekundumokban mérik. A Föld  évmilliárdos korához viszonyítva, a Föld magja gyakorlatilag csak 2,5 évvel fiatalabb a felszínénél. A nagyobb hatások szemléltetéséhez nagyobb távolságokra lenne szükség a Földtől vagy egy másik, nagyobb gravitációs forrásra.
A gravitációs időeltolódást Albert Einstein írta le először 1907-ben, mint a speciális relativitáselmélet következményét a gyorsuló vonatkoztatási rendszerekben. Az általános relativitáselméletben, a különböző pozíciókban vett sajátidők közötti időbeli különbségének tekinthető, amelyet a téridő metrikus tenzora ír le. A gravitációs időeltolódás meglétét először közvetlenül Pound – Rebka kísérlettel erősítették meg 1959-ben, később pedig a Gravity Probe A és más kísérletek precízebben alátámasztották az eredményeket.

## Meghatározás
A nagy tömegű testektől távol eső (vagy nagyobb gravitációs potenciállal rendelkező) órák gyorsabban járnak, míg a masszív testekhez közeli (vagy alacsonyabb gravitációs potenciállal rendelkező) órák pedig lassabban járnak. Például a Föld teljes időtartamát (4,6 milliárd év) figyelembe véve, egy órát geostacionárius helyzetbe állítottak volna körülbelül 9000 méter tengerszint feletti magasságban, például a Mount Everest tetején (tengerszint feletti magasság: 8848 m), akkor körülbelül 39 órával megelőzné a tengerszintre beállított órát. A gravitációs idődilatáció ugyanis gyorsuló vonatkoztatási rendszerben  vagy az ekvivalenciaelv alapján masszív tárgyak gravitációs mezőjében nyilvánul meg.
Az általános relativitáselmélet szerint a tehetetlenségi tömeg és a gravitációs tömeg megegyezik, és az összes gyorsuló vonatkoztatási rendszer (mint például egy egyenletesen forgó vonatkoztatási rendszer a megfelelő sajátidő-dilatációval) fizikailag egyenértékű az azonos erősségű gravitációs mezővel.
Vegyünk egy megfigyelő csoportot egy egyenes "függőleges" vonal mentén, akik mindegyike különálló állandó g-erőt tapasztal a vonal irányába (pl. Hosszú gyorsuló űrhajó, felhőkarcoló, tengely a bolygón). Legyen {\displaystyle g(h)} a g-erő, ami függ a "magasságtól", egy koordinátától a fent említett vonal mentén. Az egyenlet egy bázis megfigyelőhöz viszonyítva a {\displaystyle h=0} van
{\displaystyle T_{d}(h)=\exp \left[{\frac {1}{c^{2}}}\int _{0}^{h}g(h')dh'\right]}
ahol {\displaystyle T_{d}(h)} a teljes dilatáció egy távoli {\displaystyle h} helyzetben mérve  , {\displaystyle g(h)} a g-erő függése a {\displaystyle h} "magasságtól" , {\displaystyle c} a fény sebessége, és {\displaystyle \exp } hatványozást jelöl e-vel .
Az egyszerűség kedvéért egy Rindler-féle megfigyelők családjában egy sík tér-időben a függőség a következő lenne
{\displaystyle g(h)=c^{2}/(H+h)}
{\displaystyle H} állandóval, amely ezt eredményezi
{\displaystyle T_{d}(h)=e^{\ln(H+h)-\ln H}={\tfrac {H+h}{H}}} .
Másrészt, mikor {\displaystyle g} majdnem állandó és {\displaystyle gh} sokkal kisebb, mint {\displaystyle c^{2}}, a lineáris "gyenge mező" közelítés is használható.{\displaystyle T_{d}=1+gh/c^{2}}
Lásd még az Ehrenfest-paradoxont, amikor ugyanezt a képletet alkalmazzuk egy forgó vonatkoztatási rendszerre sík tér-időben.

## Forgást nem végző gömbszimmetrikus testen kívül
A gravitációs idődilatáció meghatározására használt közönséges egyenlet a Schwarzschild metrikából származik, amely a téridőt egy nem forgó, masszív, gömbszimmetrikus objektum közelében írja le. Az egyenlet az
{\displaystyle t_{0}=t_{f}{\sqrt {1-{\frac {2GM}{rc^{2}}}}}=t_{f}{\sqrt {1-{\frac {r_{s}}{r}}}}=t_{f}{\sqrt {1-{\frac {v_{e}^{2}}{c^{2}}}}}=t_{f}{\sqrt {1-\beta _{e}^{2}}}}
ahol
- {\displaystyle t_{0}} a két esemény közötti sajátidő egy megfigyelő számára, amely közel van a masszív szférához, vagyis a gravitációs mező mélyén
- {\displaystyle t_{f}} az események közötti koordinátaidő egy olyan megfigyelő számára, amely önkényesen nagy távolságra van a masszív objektumtól (ez azt feltételezi, hogy a távoli megfigyelő Schwarzschild-koordinátákat használ, egy olyan koordináta-rendszert, ahol a hatalmas tömegű gömbtől végtelen távolságban lévő órán egy másodperc telik el a koordinátaidő egy másodpercében, míg a közelebbi órák ennél kevesebbet ketyegnek),
- {\displaystyle G} a gravitációs állandó,
- {\displaystyle M} a gravitációs mezőt létrehozó objektum tömege,
- {\displaystyle r} a megfigyelő sugárirányú koordinátája a gravitációs mezőn belül (ez a koordináta analóg az objektum középpontjától való klasszikus értelemben vett távolsággal, de valójában ez egy Schwarzschild-koordináta; ebben a formában az egyenletnek valós megoldásai  {\displaystyle r>r_{s}} esetben vannak),
- {\displaystyle c} a fény sebessége,
- {\displaystyle r_{s}=2GM/c^{2}} a Schwarzschild-sugár az {\displaystyle M} tömegű test esetében,
- {\displaystyle v_{e}={\sqrt {\frac {2GM}{r}}}} a szökési sebesség, és
- {\displaystyle \beta _{e}=v_{e}/c} a szökési sebesség, és a c fénysebesség hányadosa.

Ennek szemléltetésére, a forgás hatásainak figyelembevétele nélkül, a Föld gravitációs potenciáljának közelsége miatt a bolygó felszínén egy órán 0,0219 másodperccel kevesebb idő telik el egy év alatt, mint egy nagyon távoli megfigyelő óráján. Ehhez képest a nap felszínén 66,4 másodperccel kevesebb idő telik el ugyanezen egy év alatt.

## Körpályák
A Schwarzschild metrikában a szabadon eső tárgyak kör alakú pályát is bejárhatnak, ha a pálya sugara nagyobb, mint {\displaystyle {\tfrac {3}{2}}r_{s}} (a foton gömb sugara). A nyugalomban lévő óra képlete fentebb lett megadva; az alábbi képlet egy körpályán lévő óra általános relativisztikus idődilatációját adja meg:
{\displaystyle t_{0}=t_{f}{\sqrt {1-{\frac {3}{2}}\!\cdot \!{\frac {r_{s}}{r}}}}\,.}
Mindkét dilatációt az lentebbi ábra mutatja.

## A gravitációs idődilatáció fontos jellemzői
- Az általános relativitáselmélet szerint a gravitációs idődilatáció jelensége együtt jár a gyorsuló vonatkoztatási rendszer létezésével. Emellett hasonló körülmények között minden fizikai jelenség egyformán idődilatációt szenved, az általános relativitáselméletben alkalmazott ekvivalencia-elvnek megfelelően.
- A területi fénysebesség mindig megegyezik c-vel az ott tartózkodó megfigyelő szerint. Vagyis a téridő minden infinitezimálisan kis régiójához hozzá lehet rendelni a saját sajátidejét, és a fény sebessége a sajátidő szerint ebben a régióban mindig c. Ez független attól, hogy egy adott régiót megfigyelő foglal-e el vagy sem. Időkésleltetést lehet mérni azon fotonok esetében, amelyek a Földből kibocsátódnak, a Nap közelében meghajlanak, a Vénuszra utaznak, majd hasonló úton haladnak vissza a Földre. Itt nem sérül a fénysebesség állandósága, mivel bármely megfigyelő, aki megfigyeli a fotonok sebességét a régiójukban, megállapítja, hogy ezeknek a fotonoknak sebessége c, miközben az a sebesség, amellyel a fényt megfigyeljük, véges távolságokat tesz meg a Nap közelében, különbözni fog c-től.
- Ha egy megfigyelő képes távolról messzi területre követni a fényt, amelyet egy távoli, idődilatált megfigyelő elfog, aki közelebb van egy nagy tömegű testhez, akkor az első megfigyelő nyomon követi, hogy mind a távoli fénynek, mind annak a távoli dilatált megfigyelőnek lassabb az órája mint más fénynek, amely az első megfigyelőhöz érkezik c-vel, mint minden más fény, amelyet az első megfigyelő valóban megfigyelhet (a saját helyén). Ha a másik, távoli fényt végül elfogja az első megfigyelő, azt az első megfigyelő ugyancsak c-nek fogja mérni.
- A gravitációs idődilatáció {\displaystyle T} egy gravitációs potenciálban megegyezik a sebesség idődilatációjával egy olyan sebességnél, amely szükséges a gravitációs potenciál elhagyásához (tekintettel arra, hogy a metrika a következőképp alakul {\displaystyle g=(dt/T(x))^{2}-g_{space}}, azaz időben változatlan, és nincsenek "mozgás" kifejezéső részek {\displaystyle dxdt} ). Ennek bizonyítására Noether tételét alkalmazni lehet egy testre, amely a végtelenségtől kezdve szabadon esik a centrumba. Ekkor a metrika időbeli változatlansága a mennyiség megőrzését jelenti {\displaystyle g(v,dt)=v^{0}/T^{2}}, hol {\displaystyle v^{0}} a 4-es sebesség időösszetevője, {\displaystyle v} a test sebességének 4-es vektora. A végtelenben {\displaystyle g(v,dt)=1}, így {\displaystyle v^{0}=T^{2}}, vagy a helyi idődilatációhoz igazított koordinátákban, {\displaystyle v_{loc}^{0}=T} ; vagyis a megszerzett sebesség miatti dilatáció (a leeső test helyzetében mérve) megegyezik a gravitációs idődilatációval abban a potenciálban, ahová a test beesett. Ezt a bizonyítást általánosabban alkalmazva azt kapjuk, hogy (a metrikán ugyanazon feltételezések mellett) a két pont közötti relatív gravitációs idődilatáció megegyezik az alacsonyabb ponttól a magasabbig való felmászáshoz szükséges sebesség miatti idődilatációval.

## Kísérleti megerősítés

A műholdas órákat a keringési sebességük lassítja, de a Föld gravitációs potenciáljától való távolságuk viszont felgyorsítja azokat.

A gravitációs idődilatációt kísérleti úton megmérték repülőgépeken lévő atomórákkal. A repülőgépek fedélzetén lévő órák valamivel gyorsabbak voltak, mint a földön. A hatás elég jelentős már ahhoz, hogy a globális helymeghatározó rendszer mesterséges műholdjainak korrigálni kelljen az óráikat.
Mindemellett a laboratóriumban kísérletileg igazolták az egy méternél kisebb magasságkülönbségek miatti dilatációkat.
A gravitációs idődilatációt megerősítette a Pound – Rebka kísérlet, a Sirius B fehér törpe spektrumának megfigyelése és a Viking 1 Mars leszállóra küldött és onnan érkező időjelekkel végzett kísérletek is.

## Lásd még
- Idődilatáció
- Gravitációs vöröseltolódás
- Hafele – Keating kísérlet
- Ikerparadoxon

## Fordítás
- Ez a szócikk részben vagy egészben  a   Gravitational time dilation című angol Wikipédia-szócikk ezen változatának fordításán alapul.  Az eredeti cikk szerkesztőit annak laptörténete sorolja fel. Ez a jelzés csupán a megfogalmazás eredetét és a szerzői jogokat jelzi, nem szolgál a cikkben szereplő információk forrásmegjelöléseként.

## További irodalom
- Grøn, Øyvind. Einstein's Theory: A Rigorous Introduction for the Mathematically Untrained. Springer (2011. március 7.). ISBN 9781461407058